# Élie Bonin
Élie Bonin est un homme politique français né le 26 août 1879 à Pressy-sous-Dondin (Saône-et-Loire) et décédé le 7 août 1945 à Lyon (Rhône).

## Biographie
Agriculteur, fils de sabotier, il est militant socialiste. Candidat lors des élections législatives de 1910 et 1914, il est député de Saône-et-Loire de 1924 à 1928, inscrit au groupe SFIO. 

## Sources
- « Élie Bonin », dans le Dictionnaire des parlementaires français (1889-1940), sous la direction de Jean Jolly, PUF, 1960 [détail de l’édition]